# بهترین بابای دنیا (فیلم)
بهترین بابای دنیا (به انگلیسی: World's Greatest Dad) فیلمی آمریکایی در ژانر کمدی به کارگردانی باب کت گولدث‌ویت محصول سال ۲۰۰۹ است.

## خلاصه داستان
پدری یاد می‌گیرد که اکثر چیزهایی که می‌خواهید، چیزهایی نیستند که باعث خوشحالی شما بشوند...